# (36870) 2000 SU150
2000 SU150 (asteroide 36870) é um asteroide da cintura principal. Possui uma excentricidade de 0.13945340 e uma inclinação de 1.91451º.
Este asteroide foi descoberto no dia 24 de setembro de 2000 por LINEAR em Socorro.